# Morti nel 1850
| Questa pagina contiene informazioni ricavate automaticamente dalle voci biografiche con l'ausilio del template Bio e di un bot. L'aggiornamento è periodico e automatico e ricostruisce completamente la pagina. Se manca una persona in questa lista, sei pregato di non aggiungerla, ma accertati piuttosto che la sua voce biografica contenga il template Bio e che i dati anagrafici siano correttamente compilati. Se il template Bio manca, inseriscilo tu stesso o, in alternativa, metti l'avviso {{tmp\|Bio}} che ne segnala la mancanza. Se i dati riportati sono sbagliati, correggi direttamente la voce biografica; le modifiche saranno visibili in questa lista entro pochi giorni. Per chiarimenti vedi il progetto biografie. La lista contiene solo le 208 persone che sono citate nell'enciclopedia e per le quali è stato implementato correttamente il template Bio. Pagina aggiornata al 18 ago 2025. |

## Gennaio(18)
- 1º gennaio - Federica di Prussia, nobile (n. 1796)
- 1º gennaio - Raphael Georg Kiesewetter, scrittore e musicista ceco (n. 1773)
- 1º gennaio - Eduard von Woyna, militare, diplomatico e nobile austriaco (n. 1795)
- 2 gennaio - Manuel de la Peña y Peña, politico messicano (n. 1789)
- 3 gennaio - Giuseppina Grassini, contralto italiano (n. 1773)
- 4 gennaio - Georg Karl Berendt, medico, paleontologo e aracnologo tedesco (n. 1790)
- 9 gennaio - Pietro di Braganza, principe brasiliano (n. 1848)
- 10 gennaio - Orazio de Attellis, rivoluzionario, patriota e giornalista italiano (n. 1774)
- 14 gennaio - Amedeo Tempia, militare e politico italiano (n. 1762)
- 20 gennaio - Lorenzo Bartolini, scultore italiano (n. 1777)
- 20 gennaio - Adam Gottlob Oehlenschläger, poeta e drammaturgo danese (n. 1779)
- 22 gennaio - Guillaume-Joseph Chaminade, presbitero francese (n. 1761)
- 22 gennaio - Pietro Fancelli, pittore e scenografo italiano (n. 1764)
- 22 gennaio - Vincenzo Pallotti, presbitero italiano (n. 1795)
- 27 gennaio - Johann Gottfried Schadow, scultore tedesco (n. 1764)
- 28 gennaio - Giovanni Battista Cavallera, politico italiano (n. 1805)
- 29 gennaio - Pietro Holl, architetto italiano (n. 1780)
- 29 gennaio - Luigi Sabatelli, pittore e incisore italiano (n. 1772)

## Febbraio(13)
- 1º febbraio - Edward Baker Lincoln, statunitense (n. 1846)
- 10 febbraio - Carel Hendrik Bartels, mercante, imprenditore e giudice ghanese (n. 1792)
- 11 febbraio - Benoît-Joseph Flaget, vescovo cattolico francese (n. 1763)
- 12 febbraio - Francesco Ferrara, presbitero e scienziato italiano (n. 1767)
- 12 febbraio - Eduard Philipp Körber, religioso, storico e numismatico estone (n. 1770)
- 18 febbraio - Antonio Rutili Gentili, ingegnere, politico e sismologo italiano (n. 1799)
- 19 febbraio - François Debret, architetto francese (n. 1777)
- 20 febbraio - Valentín Canalizo, generale e politico messicano (n. 1794)
- 21 febbraio - Claudio Gabriele de Launay, nobile, politico e patriota italiano (n. 1786)
- 23 febbraio - William Allan, pittore scozzese (n. 1782)
- 23 febbraio - Matthew Whitworth-Aylmer, V barone Aylmer, militare inglese (n. 1775)
- 23 febbraio - Bernardo de La Charrière, magistrato e politico italiano (n. 1789)
- 25 febbraio - Daoguang, imperatore cinese (n. 1782)

## Marzo(28)
- 2 marzo - Giuseppe Menditto, vescovo cattolico italiano (n. 1794)
- 4 marzo - Christian Matthias Adler, pittore tedesco (n. 1787)
- 4 marzo - Francesco Nenci, pittore italiano (n. 1782)
- 6 marzo - Pierre-Marie-Charles de Bernard du Grail de la Villette, scrittore e poeta francese (n. 1804)
- 6 marzo - Grégoire Girard, pedagogista svizzero (n. 1765)
- 7 marzo - Hercules Pakenham, generale irlandese (n. 1781)
- 9 marzo - Francesco Maria Avellino, archeologo, linguista e numismatico italiano (n. 1788)
- 10 marzo - Karl Friedrich Canstatt, patologo e oculista tedesco (n. 1807)
- 10 marzo - Adélaïde de Saint-Germain, nobildonna francese (n. 1769)
- 12 marzo - Edouard-Constant Biot, sinologo francese (n. 1803)
- 13 marzo - Juan Martín de Pueyrredón, militare e politico argentino (n. 1776)
- 19 marzo - Wilhelm von Dörnberg, generale, rivoluzionario e diplomatico tedesco (n. 1768)
- 20 marzo - Luigi Francesetti di Mezzenile, politico e nobile italiano (n. 1776)
- 21 marzo - Domenico Castorina, scrittore italiano (n. 1812)
- 22 marzo - Karl Sigismund Kunth, botanico tedesco (n. 1788)
- 24 marzo - Pietro Brielli, agronomo e politico italiano (n. 1785)
- 25 marzo - Francesco Basili, compositore italiano (n. 1767)
- 26 marzo - Cosmo Maria De Horatiis, medico italiano (n. 1771)
- 26 marzo - Donald Mackay, ammiraglio britannico (n. 1780)
- 26 marzo - Giovanni Piccono della Valle, politico italiano (n. 1778)
- 27 marzo - Wilhelm Beer, banchiere e astronomo tedesco (n. 1797)
- 28 marzo - Paolo Avitabile, militare italiano (n. 1791)
- 28 marzo - Bernt Michael Holmboe, matematico norvegese (n. 1795)
- 28 marzo - Domenico Paghini, pittore italiano (n. 1777)
- 31 marzo - Josef Karl Bernard, librettista e giornalista austriaco
- 31 marzo - Heinrich Franz von Bombelles, diplomatico austriaco (n. 1789)
- 31 marzo - John C. Calhoun, politico statunitense (n. 1782)
- 31 marzo - Giuseppe Giusti, poeta e scrittore italiano (n. 1809)

## Aprile(20)
- 1º aprile - Angelo Maria Ricci, poeta italiano (n. 1776)
- 3 aprile - Václav Jan Křtitel Tomášek, compositore, insegnante e pedagogo ceco (n. 1774)
- 9 aprile - Antonio Maghella, politico italiano (n. 1766)
- 9 aprile - William Prout, chimico britannico (n. 1785)
- 10 aprile - Carlo Ilarione Petitti di Roreto, economista e politico italiano (n. 1790)
- 11 aprile - Ignazio Giovanni Cadolini, cardinale e arcivescovo cattolico italiano (n. 1794)
- 11 aprile - Nara Singh, principe e generale indiano (n. 1792)
- 15 aprile - Dionigi Strocchi, letterato, grecista e latinista italiano (n. 1762)
- 15 aprile - Marie Tussaud, scultrice francese (n. 1761)
- 16 aprile - Antonio Durini, nobile e politico italiano (n. 1770)
- 17 aprile - Pierre Giraud, cardinale e arcivescovo cattolico francese (n. 1791)
- 19 aprile - Joseph Varin, gesuita francese (n. 1769)
- 20 aprile - Giuseppe Taverna, educatore e religioso italiano (n. 1764)
- 21 aprile - Miklós Wesselényi, politico ungherese (n. 1796)
- 23 aprile - William Wordsworth, poeta britannico (n. 1770)
- 24 aprile - Achille Calzi, incisore, miniatore e pittore italiano (n. 1811)
- 24 aprile - John Norvell, editore e politico statunitense (n. 1789)
- 24 aprile - Alexandre Piccinni, compositore francese (n. 1779)
- 25 aprile - Giuseppe Federico Palombini, generale italiano (n. 1774)
- 28 aprile - Gregorio Romeo, poeta e patriota italiano (n. 1825)

## Maggio(14)
- 1º maggio - Henri Marie Ducrotay de Blainville, zoologo francese (n. 1777)
- 8 maggio - Antonio Niccolini, architetto e decoratore italiano (n. 1772)
- 9 maggio - Giuliana Sofia di Danimarca, principessa danese (n. 1788)
- 10 maggio - Joseph Louis Gay-Lussac, fisico e chimico francese (n. 1778)
- 11 maggio - Justus Hecker, medico tedesco (n. 1795)
- 12 maggio - Heinrich August Pierer, enciclopedista, lessicografo e editore tedesco (n. 1794)
- 13 maggio - Johann Jakob Bernhardi, medico e botanico tedesco (n. 1774)
- 15 maggio - Francesco Antonio Boi, anatomista italiano (n. 1767)
- 15 maggio - Nükhetseza Hanim, nobile abcasa (n. 1827)
- 15 maggio - Luigi Zandomeneghi, scultore italiano (n. 1779)
- 22 maggio - Vito Buonsanto, letterato e filosofo italiano (n. 1762)
- 24 maggio - Konstantin d'Aspre, generale austriaco (n. 1789)
- 24 maggio - Michał Gedeon Radziwiłł, generale polacco (n. 1778)
- 25 maggio - Jane Porter, scrittrice inglese (n. 1775)

## Giugno(5)
- 5 giugno - Louis-Constantin Boisselot, artigiano francese (n. 1809)
- 11 giugno - Juan Nepomuceno de Moncada, nobile e militare messicano (n. 1781)
- 13 giugno - Juraj Palkovič, poeta, docente e traduttore slovacco (n. 1769)
- 14 giugno - Pier Francesco Brunaccini, arcivescovo cattolico italiano (n. 1772)
- 15 giugno - Michele Benso di Cavour, nobile, politico e militare italiano (n. 1781)

## Luglio(20)
- 2 luglio - Robert Peel, politico britannico (n. 1788)
- 3 luglio - Louis Bertrand de Sivray, generale francese (n. 1766)
- 4 luglio - William Kirby, entomologo inglese (n. 1759)
- 5 luglio - Alire Raffeneau Delile, botanico francese (n. 1778)
- 6 luglio - Francisco Cea Bermúdez, politico e diplomatico spagnolo (n. 1779)
- 6 luglio - Pedro Alexandrino da Cunha, militare, esploratore e politico portoghese (n. 1801)
- 6 luglio - Pierre Alexandre Jean Mollière, generale francese (n. 1800)
- 7 luglio - Carl Anton Joseph Rottmann, pittore tedesco (n. 1797)
- 8 luglio - Adolfo, duca di Cambridge, nobile britannico (n. 1774)
- 9 luglio - Jean-Pierre Boyer, militare e politico haitiano (n. 1776)
- 9 luglio - Báb, profeta persiano (n. 1819)
- 9 luglio - Zachary Taylor, politico e generale statunitense (n. 1784)
- 12 luglio - Robert Stevenson, ingegnere scozzese (n. 1772)
- 14 luglio - Giuseppe Maria Mazzetti, arcivescovo cattolico italiano (n. 1778)
- 14 luglio - José María Luis Mora, patriota messicano (n. 1794)
- 19 luglio - Margaret Fuller, scrittrice, giornalista e patriota statunitense (n. 1810)
- 19 luglio - Giovanni Angelo Ossoli, patriota italiano (n. 1821)
- 22 luglio - Vicente López y Portaña, pittore spagnolo (n. 1772)
- 26 luglio - Pietro Vimercati, mandolinista e compositore italiano (n. 1779)
- 28 luglio - Stefano Pavesi, compositore italiano (n. 1779)

## Agosto(14)
- 2 agosto - Domenico Udine Nani, pittore italiano (n. 1784)
- 4 agosto - Qaddur al-Alami, poeta e mistico marocchino (n. 1741)
- 5 agosto - Pietro De Rossi di Santarosa, avvocato, politico e scrittore italiano (n. 1805)
- 6 agosto - Windham Quin, II conte di Dunraven e Mount-Earl, nobile irlandese (n. 1782)
- 11 agosto - Atiye Sultan, principessa ottomana (n. 1824)
- 13 agosto - Giovanni Carrara, archeologo italiano (n. 1806)
- 13 agosto - Martin Archer Shee, pittore e scrittore irlandese (n. 1769)
- 17 agosto - José de San Martín, generale, patriota e rivoluzionario argentino (n. 1778)
- 17 agosto - Francesco Serra-Cassano, cardinale, arcivescovo cattolico e diplomatico italiano (n. 1783)
- 18 agosto - Honoré de Balzac, scrittore, drammaturgo e critico letterario francese (n. 1799)
- 22 agosto - Nikolaus Lenau, poeta austriaco (n. 1802)
- 26 agosto - Luigi Filippo di Francia, sovrano francese (n. 1773)
- 29 agosto - Paolo Francesco di Sales di Thorens, generale e ambasciatore italiano (n. 1778)
- 31 agosto - John Riley, militare irlandese (n. 1817)

## Settembre(6)
- 3 settembre - Giuseppe Renaud di Falicon, generale italiano (n. 1775)
- 8 settembre - Gerlando Marsiglia, pittore italiano (n. 1793)
- 21 settembre - Friedrich Robert Faehlmann, scrittore, medico e filologo estone (n. 1798)
- 23 settembre - José Gervasio Artigas, militare e politico uruguaiano (n. 1764)
- 23 settembre - Johann Heinrich von Thünen, economista tedesco (n. 1783)
- 27 settembre - Ferdinand Laloue, drammaturgo, librettista e impresario teatrale francese (n. 1794)

## Ottobre(15)
- 2 ottobre - Boris Alekseevič Kurakin, diplomatico russo (n. 1784)
- 5 ottobre - Lodewijk van Heiden, ammiraglio olandese (n. 1772)
- 8 ottobre - Giuseppe Cammarano, pittore italiano (n. 1766)
- 9 ottobre - Giambattista Bazzoni, scrittore e patriota italiano (n. 1803)
- 11 ottobre - Luisa d'Orléans, regina francese (n. 1812)
- 12 ottobre - Luigia Boccabadati, soprano italiano (n. 1800)
- 12 ottobre - Pedro de Sousa Holstein, politico e militare portoghese (n. 1781)
- 15 ottobre - Caroline Branchu, soprano francese (n. 1778)
- 20 ottobre - Marie-Auguste Fabre des Essarts, vescovo cattolico francese (n. 1795)
- 20 ottobre - Henryk Lubomirski, nobile e politico polacco (n. 1777)
- 21 ottobre - Enrico Caetani, XII duca di Sermoneta, nobile italiano (n. 1780)
- 21 ottobre - Giuseppe Durini, nobile, politico e patriota italiano (n. 1800)
- 27 ottobre - Antonio Pelizon, liutaio italiano (n. 1763)
- 28 ottobre - Luis Antonio Folgueras Sión, arcivescovo cattolico spagnolo (n. 1769)
- 30 ottobre - Giacomo Angelo Lotti, avvocato, notaio e politico svizzero (n. 1784)

## Novembre(18)
- 2 novembre - Wilhelm von Krauseneck, generale prussiano (n. 1774)
- 4 novembre - Gustav Schwab, poeta e scrittore tedesco (n. 1792)
- 5 novembre - Ferdinando Carlo Giuseppe d'Austria-Este, generale austriaco (n. 1781)
- 6 novembre - Friedrich Wilhelm von Brandenburg, generale e politico prussiano (n. 1792)
- 7 novembre - Félix Arvers, poeta e drammaturgo francese (n. 1806)
- 9 novembre - Pierre Bonnemains, generale e politico francese (n. 1773)
- 9 novembre - Gabrio Piola, matematico e fisico italiano (n. 1794)
- 11 novembre - Jean-Baptiste Solignac, generale francese (n. 1773)
- 11 novembre - Marie Victor Nicolas de Fay, marchese de La Tour-Maubourg, generale francese (n. 1768)
- 15 novembre - Alexandre-Évariste Fragonard, pittore e scultore francese (n. 1780)
- 15 novembre - Charles Joseph Hullmandel, litografo britannico (n. 1789)
- 16 novembre - Théodore Mozin, compositore francese (n. 1818)
- 16 novembre - Ludovico Luigi Ugolini, arcivescovo cattolico italiano (n. 1777)
- 18 novembre - Hugues-Fleury Donzel, entomologo francese (n. 1791)
- 19 novembre - Richard Mentor Johnson, politico statunitense (n. 1780)
- 22 novembre - Lin Zexu, politico cinese (n. 1785)
- 27 novembre - Emilia Giuliani, chitarrista e compositrice italiana (n. 1813)
- 30 novembre - Germain Hess, chimico svizzero (n. 1802)

## Dicembre(10)
- 4 dicembre - William Sturgeon, fisico e inventore britannico (n. 1783)
- 8 dicembre - Anatole Devosge, pittore francese (n. 1770)
- 9 dicembre - Antoine Germain Labarraque, chimico e farmacista francese (n. 1777)
- 10 dicembre - François Sulpice Beudant, geologo, chimico e mineralogista francese (n. 1787)
- 10 dicembre - Friedrich Siegmund Voigt, zoologo e botanico tedesco (n. 1781)
- 23 dicembre - Luigi Carrer, giornalista, scrittore e poeta italiano (n. 1801)
- 23 dicembre - Celidonio Errante, filologo e traduttore italiano (n. 1780)
- 24 dicembre - Frédéric Bastiat, economista, scrittore e politico francese (n. 1801)
- 24 dicembre - Christian Friedrich Hornschuch, botanico tedesco (n. 1793)
- 28 dicembre - Heinrich Christian Schumacher, astronomo tedesco (n. 1780)

## Senza giorno specificato(27)
- Christoph Friedrich von Ammon, teologo tedesco (n. 1766)
- Józef Bem, generale polacco (n. 1794)
- Luigi Bettarini, architetto italiano (n. 1790)
- Hermann Biow, fotografo tedesco (n. 1804)
- Felix Booth, imprenditore britannico (n. 1775)
- Jean Broc, pittore francese (n. 1771)
- Giovanni Caliari, pittore italiano (n. 1802)
- Adulphe Delegorgue, naturalista francese (n. 1814)
- Pietro Ermini, pittore e incisore italiano (n. 1774)
- Carl Friedrich von Gaertner, botanico tedesco (n. 1772)
- Alessandro Gonzaga, principe di Castiglione, militare e letterato tedesco (n. 1799)
- Vojtech Matyáš Jírovec, compositore ceco (n. 1763)
- Enrico Ittar, incisore e architetto italiano (n. 1773)
- Faqir Muhammad Khan Goya, poeta e generale indiano
- Giuseppe Marraffino, poeta italiano (n. 1771)
- Garlieb Merkel, poeta lettone (n. 1769)
- Luigi Moretti, compositore e chitarrista italiano
- Jean-Baptiste-Claude Odiot, orafo francese (n. 1763)
- Stefano Romani, compositore italiano (n. 1778)
- Cosimo Sanminiatelli, politico italiano (n. 1792)
- Bashir Shihab II, libanese (n. 1767)
- Ikey Solomon, criminale inglese (n. 1787)
- Paolo Francesco Staglieno, politico, generale e enologo italiano (n. 1773)
- Walter Sutherland, scozzese
- Corrado Tamburino Merlini, presbitero, storico e archeologo italiano (n. 1781)
- William Thompson, pirata inglese (n. 1785)
- Giovanni Fortunato Zamboni, avvocato, presbitero e storico italiano (n. 1756)